# Raketentreibstoff
Als Raketentreibstoff werden die Antriebsstoffe einer Rakete, genauer eines Raketenmotors, bezeichnet. Durch ihn entsteht der Schub einer Rakete.
Die Wahl des Raketentreibstoffes ist der bestimmende Faktor für den spezifischen Impuls ({\displaystyle I_{\mathrm {sp} }}) eines Raketentriebwerks. Der spezifische Impuls ist ein Maß für die Effizienz von Triebwerken, also für den Verbrauch von Treibstoff pro Impuls.
Obwohl ein hoher spezifischer Impuls immer erstrebenswert ist, kommen häufig auch Treibstoffe mit geringerer Effizienz zum Einsatz. Beispielsweise wird in der ersten Stufe von Raketentriebwerken oft Kerosin als Brennstoff oder Feststoffraketen verwendet, obwohl Triebwerke mit flüssigem Wasserstoff oder elektrischem Antrieb einen sehr viel höheren spezifischen Impuls haben, also effizienter sind. Der Grund liegt in dem niedrigen Preis und der Einfachheit der erstgenannten Triebwerke und in dem vergleichsweise geringen Schub, den letztgenannte Triebwerke ermöglichen. Bei einem Start von der Erdoberfläche ist ein hoher Schub notwendig, da die gesamte Startmasse der Rakete die Erdbeschleunigung überwinden und beschleunigt werden muss. Bei einer zweiten Stufe können andere Brennstoffe verwendet werden (zum Beispiel flüssiger Wasserstoff), da der benötigte Schub geringer ist. Für Missionen über den Erdorbit hinaus können Triebwerke mit geringem Schub und hohem spezifischen Impuls verwendet werden, die aber gegebenenfalls mehrmals gezündet werden müssen.
Wichtige Eigenschaften sind neben dem Preis von Raketentreibstoff auch seine Dichte (beeinflusst die Größe des Tanks), Lagerfähigkeit (Zersetzung, Verdampfung), Gefährlichkeit (Selbstentzündung, Zündverhalten und Umweltverträglichkeit) und Aggressivität (Korrosion) gegenüber Tank, Leitungen, Pumpen und Turbinen.
Die für Raketen am häufigsten verwendeten Treibstoffe sind chemisch. Dabei werden die Produkte einer chemischen Reaktion mit hoher Geschwindigkeit aus der Triebwerksdüse ausgestoßen. Sowohl Energie als auch Stützmasse kommen aus der chemischen Reaktion. Im Gegensatz verwenden viele elektrische und nukleare Antriebe eine dedizierte Stützmasse (z. B. Wasserstoff), die nicht verbrannt, sondern elektrisch oder nuklear erhitzt wird.

## Haltbarkeit und Lagerung
Die verschiedenen Treibstoffklassifikationen haben weiterhin noch besondere Eigenschaften hinsichtlich ihrer Haltbarkeit und Lagerung. Festtreibstoffe lassen sich am einfachsten lagern, jedoch wird ihre Lagerung auch von bestimmten Bedingungen eingeschränkt. Es dürfen sich weder Risse bilden noch Schrumpfungen auftreten. Flüssigtreibstoffe hingegen sollten im normalen Umgebungstemperaturbereich (z. B. bei Start und Lagerung) weder gefrieren noch verdampfen, was ein Temperaturintervall von −20 °C bis +80 °C bedeutet.
Durch Tiefkühlung verflüssigte, in der Raumfahrt als kryogen bezeichnete Treibstoffe lassen sich aufgrund ihres Aggregatzustandes nur schwierig lagern, da auch bei aufwendigen Tankisolierungen ein Verdampfen nicht vermieden werden kann. Der Einsatz in Raketen verringert damit die mögliche Standzeit zwischen Betankung und Start der Rakete und erfordert zusätzliche technologische Maßnahmen (zum Beispiel Isolierung der Tanks, Verhinderung von Eisbildung, kontinuierliches Nachtanken vor dem Start, Abdampfeinrichtungen) bei der Konstruktion der Rakete.

## Chemische Treibstoffe
Bei den chemischen Treibstoffsystemen erzeugt eine chemische Reaktion den Schub der Rakete. Man unterscheidet allgemein entweder nach der Art des Treibstoffes in Fest-, Flüssig- oder Hybridtreibstoffe oder nach Anzahl der am Verbrennungsprozess beteiligten Reaktionsstoffe in Monergol, Diergol oder Triergol. Bei der chemischen Reaktion werden Wärmeenergie und Reaktionsprodukte frei, durch die hohe Drücke und Temperaturen in der Brennkammer entstehen, wodurch die Reaktionsprodukte mit hoher Geschwindigkeit aus der Triebwerksdüse ausgestoßen werden.
Bei chemischen Raketentreibstoffen sind meistens ein Treibstoff (auch Brennstoff genannt) und ein Oxidator erforderlich. Diese können vor dem Start in gemischter (Feststoffrakete) oder ungemischter Form vorliegen. Je nach Art und Einsatzgebiet der Raketen werden folgende Treibstoffe verwendet:

### Festtreibstoff
Festtreibstoffe können homogene oder auch heterogene Feststoffe (Composits) sein, die neben dem Brennstoff und dem Oxidator noch andere Zusätze (Stabilisatoren) enthalten.

#### Homogene bzw. kolloidale Festtreibstoffe
Die homogenen Treibstoffe sind (fast vollständig) homogene Mischungen auf Kolloidbasis von Zellulosenitrat oder Glyzerintrinitrat, die eventuell noch Zusätze von Oxidatoren, Brennstoffen und Stabilisatoren (welche die spontane Zerfallsneigung der Nitrate mindern, z. B. Diethylphenylurethan, Diphenylamin) enthalten. Wird nur Zellulosenitrat verwendet, spricht man auch von Einbasistreibstoff (single-base propellant), ansonsten von Doppelbasistreibstoffen (double-base propellant), welche energiereicher sind, aber deshalb auch Stabilisatoren benötigen. Für die Eignung des Zellulosenitrat als Treibstoffkomponente ist ein Stickstoffanteil von über 11,5 % erforderlich. Damit eignen sich die Di- und Trinitrate (Kollodiumwolle und Schießbaumwolle), jedoch nicht Zelluloid, aufgrund des geringen Stickstoffgehalts.
Als Festtreibstoff von Feuerwerks- und Modellraketen wird meistens Schwarzpulver verwendet. Für militärische Anwendungen wurde Schwarzpulver schon zur Zeit des Zweiten Weltkriegs durch das rauchschwache Zellulosenitratpulver weitgehend ersetzt. Die homogenen Festtreibstoffe gehören meist zu der Kategorie der niederenergetischen Treibstoffe, da sie eine Austrittsgeschwindigkeit von weniger als 2200 m/s aufweisen.

#### Heterogene Festtreibstoffe (Composits)
Heterogene Festtreibstoffe (Composits) werden durch mechanische Mischung von Brennstoff(en) und Oxidator(en) hergestellt.
Für Feststoffraketen, wie sie in der Raumfahrt oder für einige militärische Raketen üblich sind, werden gießfähige Gemische aus einem Oxidator wie Ammoniumperchlorat oder Natrium-/Ammoniumnitrat und einem Reduktionsmittel wie Aluminiumpulver verwendet (siehe Ammonium Perchlorate Composite Propellant; APCP). Die Stützsubstanz, ebenfalls ein Reduktionsmittel, besteht aus Kunstharzen wie Polyurethanen oder Polysulfiden, hauptsächlich aus PBAN oder HTPB. Geringe Mengen Eisenoxid als Katalysator und andere Beimengungen verbessern die Eigenschaften.
Das Gemisch wird in Formen gegossen. Anschließend wird der Treibsatz gehärtet, was Riss- und Lunkerbildung stark vermindert und so den Transport und die Handhabung sehr sicher macht. Es wurde auch untersucht, ob anstelle oder zusätzlich zu Aluminium auch Lithium, Beryllium, Bor oder Magnesium verwendet werden kann. Bei hochentwickelten Composits können Austrittsgeschwindigkeiten von bis zu 3300 m/s erreicht werden. Außer Aluminium kamen diese (Beryllium wegen seiner Giftigkeit, Lithium wegen seiner schweren Handhabbarkeit, Bor wegen der Bildung undurchlässiger Oxidschichten) bisher nicht zum Einsatz.
Als Beispiel der Zusammensetzung können die Booster des Space Shuttle dienen. Bei diesen besteht der Treibstoff (APCP) aus 69,93 % Ammoniumperchlorat als Oxidator, 16 % Aluminiumpulver als Treibstoff und 0,07 % Eisenoxidpulver als Katalysator. Als Bindemittel werden 12,04 % PBAN und 1,96 % eines Epoxyhärters eingesetzt, die ebenfalls mit verbrennen und so zusätzlichen Schub liefern.
2009 ist es gelungen, in dem neuen Raketentreibstoff Alice die Explosivität von Aluminium und Wasser zu nutzen.

### Hybridtreibstoff
Als Hybridtreibstoff (Lithergol) bezeichnet man einen Mischantrieb aus einer festen und einer flüssigen Treibstoffkomponente. Meistens ist der reduzierende Treibstoff fest, oft ein Kunststoff, zum Beispiel HTPB oder in diesen eingebunden z. B. Lithiumhydrid etc. Der Oxidator ist dann flüssig, meistens Salpetersäure, Distickstoffmonoxid, Flüssigsauerstoff, Fluor, Sauerstoffdifluorid, oder FLOX (Mischung aus flüssigem Sauerstoff und flüssigem Fluor). Zum Beispiel flog das SpaceShipOne mit HTPB und Distickstoffmonoxid. Es wurden aber auch Experimente mit inversen Hybriden durchgeführt, bei denen ein flüssiger Brennstoff durch einen festen Oxidator verbrannt wird. Raketen mit entsprechendem Antrieb werden als Hybridraketen bezeichnet.

### Flüssigtreibstoff
Als Flüssigtreibstoff werden im Betriebszustand flüssige Treibstoffe bzw. Oxidatoren bezeichnet, die in den Raketentriebwerken verwendet werden. Man unterscheidet Monergole (Einstofftreibstoffe), Diergole (Zweistofftreibstoffe) und Triergole (Dreistoffsysteme), was direkt zur Anzahl der notwendigen separaten Tanks führt.

#### Monergole
Die Flüssigtreibstoffe dieser Kategorie gehören zu den niederenergetischen Treibstoffen.
Monergole werden im Fall der sogenannten Katergole durch Hinzubringen eines Katalysators zum Zerfall gebracht, andere Formen wie der Torpedotreibstoff Otto 2 werden oxidativ umgesetzt.
Ein Beispiel für ein Katergol ist Hydrazin, welches zum Beispiel für Lageregelungssysteme von Raumflugkörpern verwendet wird. Hierbei wird Hydrazin mit Hilfe eines Katalysators (Iridium oder Molybdän-Nitrid auf Aluminiumoxid mit großer Oberfläche) zu Stickstoff und Wasserstoff zersetzt. Ein anderes Beispiel ist eine 70–80%ige Lösung von Wasserstoffperoxid. Als Katalysator wird hier Calciumpermanganat oder versilberte Gaze eingesetzt. Wasserstoffperoxid ist jedoch wegen seiner Neigung zur spontanen Zersetzung (schon bei geringen Verunreinigungen durch metallische oder organische Substanzen) sehr gefährlich.
Auch Ethylenoxid lässt sich als Monergol einsetzen. Es zerfällt dabei je nach Reaktionsbedingungen in Methan und Kohlenmonoxid. Das entstandene Gasgemisch lässt sich in einem Nachbrenner vollständig zu Kohlenstoffdioxid und Wasser oxidieren.
| Brenn- stoff            | Katalysator               | Austritts- geschwindigkeit (m/s) |
| ----------------------- | ------------------------- | -------------------------------- |
| Hydrazin N2H4           | Iridium auf Aluminiumoxid | 2220                             |
| Wasserstoffperoxid H2O2 | Calciumpermanganat        | 1860                             |

#### Diergole
Bei Diergolsystemen (Zweistoffsystemen) sind bis auf Hybridantriebe bei Flüssigkeitstriebwerken beide Bestandteile flüssig (z. B. Wasserstoff/Sauerstoff). Im Falle des Hybridantriebs ist meist der Brennstoff in fester Form vorliegend und der Oxidator als Gas oder auch Flüssigkeit. Zu den Diergolsystemen zählen als stärkste Vertreter Wasserstoff-Sauerstoff-Gemische, die Austrittsgeschwindigkeiten von bis zu 4500 m/s (13.680 km/h) im Vakuum erreichen können.
Es werden häufig als Brennstoff verwendet: Ethanol (Alkohol), Benzin, Kerosin, RP-1 (englisch Refined Petroleum-1), Hydrazin, UDMH (unsymmetrisches Dimethylhydrazin), MMH (Monomethylhydrazin), Aerozin 50 (50 % UDMH und 50 % Hydrazin), UH 25 (75 % UDMH und 25 % Hydrazin) und flüssiger Wasserstoff. Früher wurde auch Ammoniak verwendet, bevor man auf Hydrazin und seine Derivate bzw. Mischungen aus beiden umstellte. Methan und Wasserstoff liefern den größten spezifischen Impuls, sind aber wegen der niedrigen Lagertemperaturen schwer zu handhaben. Syntin ist ein weiterer Kohlenwasserstoff, der in der Sowjetunion in den 1980er und 1990er Jahren als Treibstoff für die Sojus-Rakete und den Buran eingesetzt wurde. Als Oxidatoren werden praktisch nur Sauerstoff und Fluor bzw. Verbindungen, die große Konzentrationen einer der beiden Stoffe enthalten, verwendet. Fast alle Oxidatoren außer Distickstoffmonoxid sind entweder chemisch aggressiv oder müssen tief gekühlt werden. Eingesetzt werden vor allem Flüssigsauerstoff (LOX: liquid oxygen), Wasserstoffperoxid, rauchende Salpetersäure (RFNA: red fuming nitric acid), Distickstofftetroxid oder Distickstoffmonoxid. Prinzipiell denkbar, aber aus Umweltschutzgründen praktisch nicht realisierbar, ist auch flüssiges Fluor.
Die Zündung erfolgt entweder elektrisch, mit einer Feststoffkartusche, oder auch bei manchen Treibstoffkombinationen von selbst (Hypergol), was einen Vorteil für diese Treibstoffkombination darstellt, da mehr oder weniger aufwendige Zündsysteme entfallen können.

| Oxi- dator | Brenn- stoff    | Mischungs- verhältnis | mittlere Dichte (g/cm3) | Verbrennungs- temperatur (°C) | Austritts- geschwindigkeit (m/s) |
| ---------- | --------------- | --------------------- | ----------------------- | ----------------------------- | -------------------------------- |
| O2         | Ethanol C2H5OH  | 1,43                  | 1,01                    | 2960                          | 2740                             |
| O2         | RP-1            | 2,58                  | 1,03                    | 3403                          | 2941                             |
| O2         | Propin C3H4     | 2,05                  | 1,08                    | N/A                           | 3093                             |
| O2         | Ethen C2H4      | 2,38                  | 0,88                    | 3486                          | 3053                             |
| O2         | Methan CH4      | 3,21                  | 0,82                    | 3260                          | 3034                             |
| O2         | Hydrazin N2H4   | 0,90                  | 1,07                    | 3130                          | 3070                             |
| O2         | Wasserstoff H2  | 4,02                  | 0,28                    | 2700                          | 3830                             |
| O2         | Diboran B2H6    | 1,96                  | 0,74                    | 3489                          | 3351                             |
| O2         | Pentaboran B5H9 | 2,12                  | 0,92                    | 3834                          | 3124                             |
| ClF3       | 1-Decen C10H20  | 3,20                  | 1,41                    | 3250                          | 2530                             |
| ClF3       | Hydrazin N2H4   | 2,81                  | 1,49                    | 3650                          | 2885                             |
| H2O2 (95%) | UDMH C2H8N2     | 4,54                  | 1,24                    | 2650                          | 2720                             |
| H2O2 (95%) | RP-1            | 7,35                  | 1,30                    | 2915                          | 2730                             |
| H2O2 (95%) | Hydrazin N2H4   | 2,17                  | 1,26                    | 2580                          | 2760                             |
| N2O4       | Aerozin         | 2,00                  | 2,00                    | 3100                          | 2820                             |
| N2O4       | MMH CH6N2       | 2,17                  | 1,19                    | 3122                          | 2827                             |
| N2O4       | Hydrazin N2H4   | 1,36                  | 1,21                    | 2992                          | 2862                             |
| HNO3       | 1-Decen C10H20  | 4,80                  | 1,35                    | 2960                          | 2630                             |
| HNO3       | Hydrazin N2H4   | 1,45                  | 1,28                    | 2800                          | 2830                             |
| F2         | Hydrazin N2H4   | 2,30                  | 1,31                    | 4440                          | 3560                             |
| F2         | Wasserstoff H2  | 7,60                  | 0,45                    | 3600                          | 4020                             |
| F2         | Pentaboran B5H9 | 5,14                  | 1,23                    | 5050                          | 3502                             |
| F2         | Methan CH4      | 4,53                  | 1,03                    | 3918                          | 3414                             |
| OF2        | Wasserstoff H2  | 5,92                  | 0,39                    | 3311                          | 4014                             |
| OF2        | Methan CH4      | 4,94                  | 1,06                    | 4157                          | 3485                             |
| OF2        | Diboran B2H6    | 3,95                  | 1,01                    | 4479                          | 3653                             |
| OF2        | RP-1            | 3,87                  | 1,28                    | 4436                          | 3424                             |
| OF2        | MMH CH6N2       | 2,28                  | 1,24                    | 4075                          | 3427                             |
| OF2        | Hydrazin N2H4   | 1,51                  | 1,26                    | 3769                          | 3381                             |
| OF2        | Pentaboran B5H9 | 4,16                  | 1,20                    | 4825                          | 3539                             |
| N2F4       | Methan CH4      | 6,44                  | 1,15                    | 3705                          | 3127                             |
| N2F4       | MMH CH6N2       | 3,35                  | 1,32                    | 3819                          | 3163                             |
| N2F4       | Hydrazin N2H4   | 3,22                  | 1,83                    | 4214                          | 3283                             |
| N2F4       | Pentaboran B5H9 | 7,76                  | 1,34                    | 4791                          | 3259                             |

(Brennkammerdruck von 7 MPa, Entspannungsverhältnis 1:70, adiabate Verbrennung, isentrope Entspannung, chemisches Gleichgewicht).

#### Triergole
Triergolsysteme (Dreistoffsysteme) enthalten Diergolsysteme (zwei Komponenten), denen noch zusätzlich Wasserstoff oder Metallpulver (Lithium, Aluminium, Beryllium) zur Erhöhung des spezifischen Impulses zugeführt wird. Diese Treibstoffsysteme wurden zwar bisher gut untersucht, jedoch wegen des komplexen Aufbaus von Triebwerk und Rakete (drei Tanks!) nie praktisch eingesetzt.
| Oxi- dator | Brenn- stoff | Zusatz- brennstoff | Austritts- geschwindigkeit (m/s) | Stei- gerung |
| ---------- | ------------ | ------------------ | -------------------------------- | ------------ |
| O2         | H2           | 26 % Be            | 4500                             | 17%          |
| O2         | H2           | 29 % Li            | 4000                             | 04%          |
| O2         | N2H4         | 15 % Be            | 3350                             | 09%          |
| F2         | N2H4         | 25 % Li            | 3700                             | 03%          |
| F2         | H2           | 15 % Be            | 4100                             | 02%          |
| F2         | H2           | 20 % Li            | 4400                             | 09%          |
| N2O4       | MMH          | 15 % Be            | 3100                             | 10%          |
| N2O4       | MMH          | 15 % Al            | 2900                             | 03%          |
| N2O4       | N2H4         | 10 % Be            | 3200                             | 12%          |
| H2O2       | N2H4         | 13 % Be            | 3300                             | 17%          |

(Brennkammerdruck von 7 MPa, Entspannungsverhältnis 1:70, adiabate Verbrennung, isentrope Entspannung, chemisches Gleichgewicht)

### Treibhausgase, Gasemissionen und Ozonschicht
Bei vielen Raketenstarts sind Kohlenstoffdioxid-Emissionen ein großes Problem. Dabei entstehen üblicherweise zwischen 50 und 75 Tonnen CO2 pro Astronaut. Im Vergleich dazu verursacht ein Langstreckenflug mit dem Flugzeug zwischen 1 und 3 Tonnen CO2 pro Passagier. Allerdings ist die Zahl der Raketenflüge noch sehr gering: Nach Angaben der NASA gab es im Jahr 2020 weltweit nur 114 versuchte Orbitalstarts, verglichen mit über 100.000 Flugzeugflügen pro Tag.
Etwa zwei Drittel der bei der Verbrennung von Raketentreibstoffen erzeugten Abgase werden in der Stratosphäre (etwa 15 km bis 50 km) und Mesosphäre (etwa 50 km bis 80 km) freigesetzt, wo sie mindestens 2 Jahre lang verbleiben können. Weil einige dieser Abgase Treibhausgase sind, die in diesen Schichten eingeschlossen werden, haben viele Raketenstarts ungünstige Auswirkungen auf das Weltklima.
Aluminiumoxid (Al2O3), Chlor (umgewandelt in HCl), Stickoxide (NOx), Hydroxyl (OH) und Wasserdampf (H2O) in den Abgasen von Raketen tragen durch chemische Reaktionen in der Stratosphäre der Erde zum Ozonabbau bei. Dies ist eine Belastung für die sehr wichtige Ozonschicht, die die Erde vor schädlicher Ultraviolettstrahlung schützt.
Wasserdampf erzeugt eine verstärkte Wolkenbildung in der Stratosphäre und der Mesosphäre, und Aluminiumoxid und Kohlenstoff können einen Strahlungsantrieb verursachen: Wolken und können den solaren Strahlungsfluss zurück ins Weltall reflektieren, während Aluminiumoxid und Kohlenstoff den solaren Strahlungsfluss absorbieren können, was zu einer Abkühlung führt. Aluminiumoxid und Kohlenstoff können jedoch auch die langwellige elektromagnetische Strahlung von der Erde absorbieren und abfangen, was die Erderwärmung verstärkt. Eine wärmere Stratosphäre kann zu einem schnelleren Ozonabbau führen.
Die meisten Umweltstudien zu Raketenstarts befassen sich mit Feststoffraketen, während die inzwischen häufiger verwendeten Flüssigkeitsraketen in der Literatur unterrepräsentiert sind. Die begrenzten Studien über die Emissionen von Raketentriebwerken mit Flüssigtreibstoff zeigen, dass sie zwar zum Verlust von Ozon in der Stratosphäre führen, dass aber Feststoffraketen für einen um Größenordnungen größere Umweltverschmutzung verantwortlich sind.

### Oberth-Effekt
Raumfahrtpionier Hermann Oberth, nach dem der französische Raketenpionier Robert Esnault-Pelterie den Effekt später benannte, fand durch empirisches Experimentieren heraus, dass bei der Reaktion der Raketentreibstoffe Wasserstoff und Sauerstoff sich die Austrittsgeschwindigkeit durch Erhöhung des Wasserstoff-Anteils steigern lässt. Das liegt daran, dass zwar infolge des Wasserstoff-Überschusses die Dissoziation praktisch ausgeschaltet wird, jedoch reiner Wasserstoff leichter ist und daher schneller ausströmen kann als dissoziierter oder gar undissoziierter Wasserdampf. Als weiterer Nebeneffekt ergibt sich eine leicht niedrigere Temperatur mit entsprechend geringeren Anforderungen an das Kühlsystem des Antriebs, so dass sich bei „einer Reduzierung des Sauerstoffgewichts“ eine Steigerung an Nutzlast ergab.
Heute verwendet man bei Wasserstoff-Sauerstoff-Triebwerken Wasserstoff und Sauerstoff im Massenverhältnis {\displaystyle {\frac {m_{H}}{m_{O}}}\approx {\frac {1}{4}}...{\frac {1}{6}}} (statt des stöchiometrisch richtigen Massenverhältnisses {\displaystyle {\frac {1}{8}}}).
Dieser Effekt darf nicht mit einem weiteren „Oberth-Effekt“ verwechselt werden, welcher den Zusammenhang beschreibt, dass bei höherer Eigengeschwindigkeit des Raumschiffs ein günstigeres Verhältnis zwischen kinetischer und potenzieller Energie des ausgestoßenen Treibstoffs erreicht wird.

### Geschichte

#### Anfangs verwendete chemische Treibstoffe

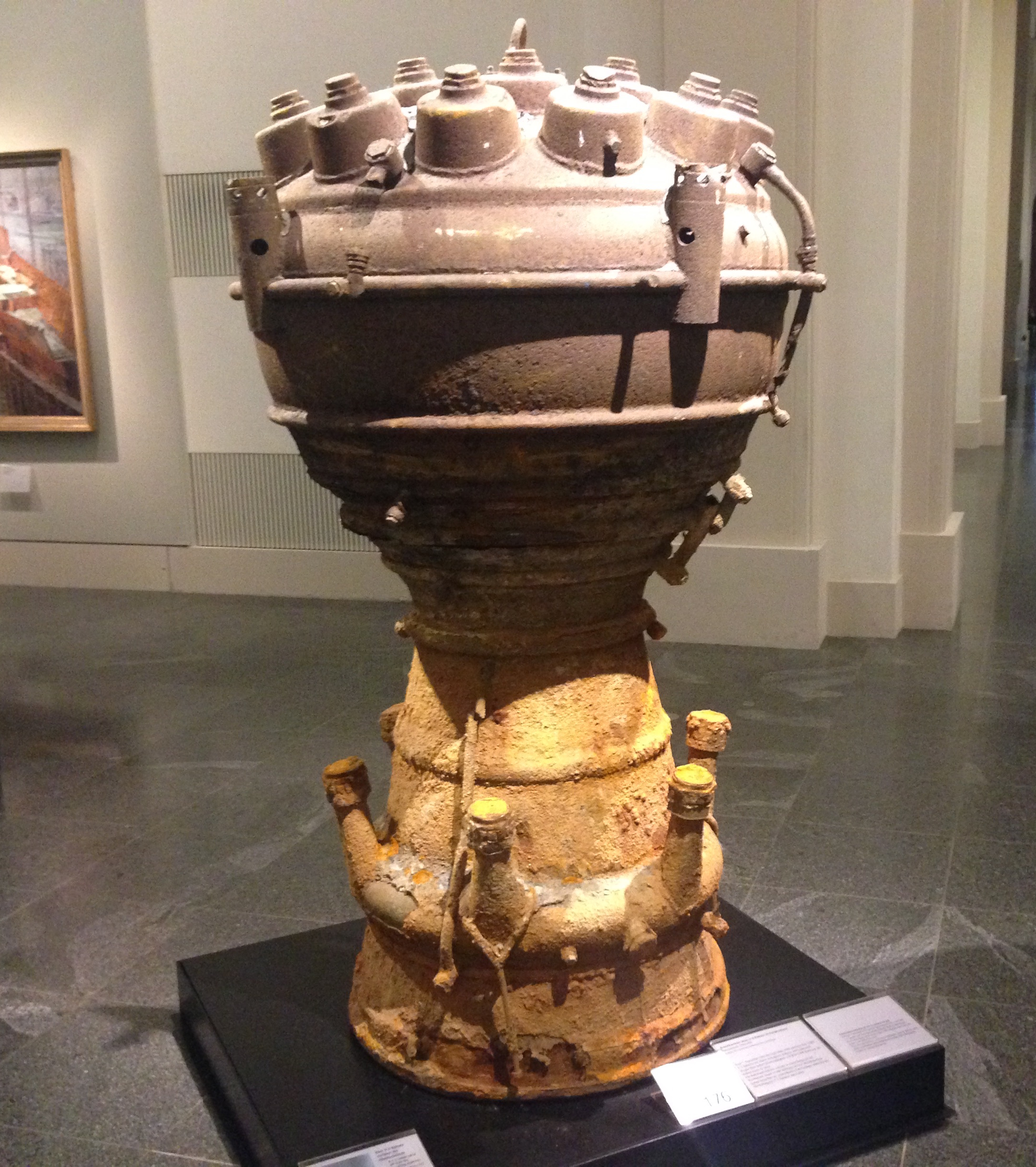
Raketentriebwerk des A4 im Deutschen Historischen Museum, Berlin (2014)

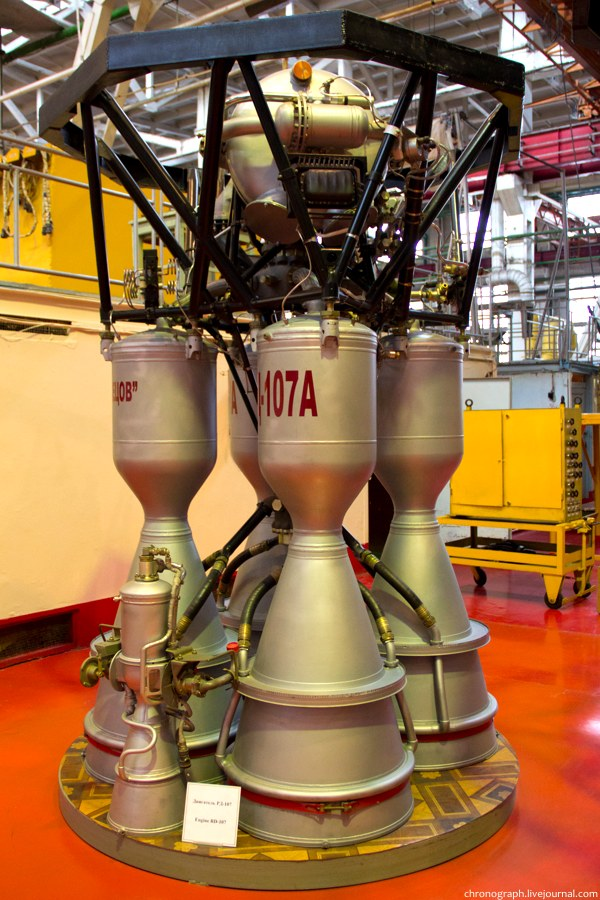
RD-107A Triebwerk in Samara (2012)

Konstantin Ziolkowski, der Begründer der Raketentechnik, verweis bereits 1903 auf die Kombination von LOX und flüssigem Wasserstoff als sehr effiziente Treibstoffkombination. Unabhängig davon propagierte Hermann Oberth 1923 die Verwendung von LOX und Ethanol für Forschungsraketen („Modell B“) und von LOX und Wasserstoff für die bemannte Raumfahrt („Modell A“). 1926 gelangen Robert Goddard erste Versuche mit LOX und Benzin, ebenso wie Klaus Riedel mit Mirak Anfang der 1930er Jahre. Aufgrund häufiger Fehlversuche konzentrierte sich Riedel aufgrund Oberths Empfehlung auf wasserhaltiges Ethanol als Treibstoff, weil es sich besser zur regenerativen Kühlung der Triebwerksdüse eignete, und unternahm 1932 mit Repulsor 4 erste Versuche mit 60-prozentigem Alkohol. Auf Basis dieser Vorentwicklung entstanden in der Heeresversuchsanstalt Kummersdorf mit Aggregat 1 und schließlich Aggregat 4 (A4) Raketentriebwerke für LOX mit 75-prozentigem Ethanol, das aus einfacher Destillation von Rohalkohol aus alkoholischer Gärung zu beschaffen ist. Walter Thiel versuchte 1936/37 vergeblich, Wasserstoff als Brennstoff einzusetzen.
Die Treibstoffmischung von LOX mit 75 % Ethanol wurde in der sowjetischen R-2 sowie den amerikanischen Redstone A beibehalten, da sie leistungsstärkere Weiterentwicklungen des A4-Triebwerks einsetzten. 1953 setzte Walentin Petrowitsch Gluschko im Triebwerk RD-103 für die R-5 erstmals 92-prozentiges Ethanol ein. Ab 1957 wurde für Interkontinentalraketen das effizientere Kerosin für die sowjetische R-7 mit RD-107/108 sowie das aufwändiger destillierte RP-1 für die amerikanischen Jupiter A sowie Atlas A eingesetzt. Auch die erste Stufe der Saturn V verwendete LOX mit RP-1 im Rocketdyne F-1 Triebwerk, während das Rocketdyne J-2 Triebwerk der zweiten und der dritten Stufe LOX mit Flüssigwasserstoff verbrannte, weil weniger Schub benötigt wurde.

#### Aktuell verwendete chemische Treibstoffe
Besonders verbreitet sind bei Großraketen folgende Kombinationen:

Zum Antrieb:
- Kryogene Treibstoffe
  - RP-1 (Kerosin) mit Flüssigsauerstoff (Liquid Oxygen, LOX), abgekürzt Kerolox
  - Flüssiger Wasserstoff (Liquid Hydrogen, LH2) mit Flüssigsauerstoff, abgekürzt Hydrolox
  - Flüssiges Methan (LCH4) bzw. Flüssigerdgas (LNG) mit Flüssigsauerstoff, abgekürzt Methalox
- Flüssigbrennstoffe
  - UDMH oder/und Hydrazin mit Distickstofftetroxid (Hypergol und ohne Kühlung lagerbar)
- Feststoff-Treibstoffe
  - Hydroxyl-terminiertes Polybutadien mit Ammoniumperchlorat und Aluminium, abgekürzt HTPB / AP / AL

Für das Lagekontrollsystem kommen nur nicht-kryogene Stoffe zum Einsatz:
- MMH mit Distickstofftetroxid oder MON als Hypergol
- Hydrazin als Monergol

### Forschung
Es werden momentan  zwei Möglichkeiten untersucht, den spezifischen Impuls von chemischen Triebwerken zu steigern: Freie Radikale und metastabile Elemente. Alle Methoden befinden sich noch im Experimentierstadium:
- Ozon ist zwar instabil, das Allotrop Tetrasauerstoff soll aber stabiler sein. Damit wären spezifische Impulse von bis zu 564 s (5538 Ns/kg) im Vakuum möglich.
- Man versucht ebenfalls Wasserstoffradikale als Treibstoff zu verwenden. Um die Stabilität des Elements zu erhöhen, werden sie unter flüssigen Wasserstoff gemischt. Wird diese Kombination (mit theoretischen 15,4 % Radikalen) mit flüssigem Sauerstoff verbrannt, können spezifische Impulse von bis zu 750 s (7358 Ns/kg) im Vakuum erreicht werden.

## Treibstoffe in elektrischen Antrieben
Das Prinzip des Ionenantriebs wurde erstmals 1929 vom Raumfahrtpionier Hermann Oberth in seinem als „Bibel der Raumfahrttechnik“ bezeichneten Werk Wege zur Raumschiffahrt vorgestellt, in dem er erstmals die Physik, die Funktion, die Konstruktion und die Nutzung für den interplanetaren Flug eines Ionentriebwerk auf den Seiten 386 bis 399 beschreibt.
Hermann Oberth stellte zudem auf der 12. Raketen- und Raumfahrttagung der Deutschen Raketen-Gesellschaft (DRG) e. V. im September 1963 in Hamburg eine neue Idee zum elektrischen Raumschiff vor. Zitat: „Mein Vorschlag betrifft ein elektrisches Raumschiff, das nicht Ionen und Elektronen ausstößt, sondern Nebeltröpfchen, die größenordnungsmäßig je nach Vorhaben 1.000 bis 100.000-mal größer sind und sich um ein Ion oder Elektron als Kondensationskern bilden.“
Die Bezeichnung Treibstoff (vor allem aber der Begriff Brennstoff) ist bei elektrischen Antrieben irreführend, da er nur als Medium zur Impulsübertragung, nicht aber als eigentliche Energiequelle fungiert. Anstelle dessen wird allgemein von Stützmasse gesprochen.
Bei einem Ionenantrieb dienen als Stützmasse Cäsium, Xenon oder Quecksilber. Der Treibstoff wird dabei ionisiert und mit Hilfe eines elektrischen und eines magnetischen Feldes beschleunigt. Der Vorteil dieser Bauweise ist, dass die notwendige elektrische Energie beispielsweise mittels Solarzellen im Weltraum gewonnen werden kann und man mit sehr wenig Treibstoff auskommt, denn es wird nur sehr wenig Masse ausgestoßen, diese dafür aber mit sehr hoher Geschwindigkeit. Die dabei erreichten Schubkräfte sind extrem klein. Außerdem funktioniert das Triebwerk nur im Hochvakuum, wie es zum Beispiel im Weltraum vorliegt.
Bei thermischen Lichtbogentriebwerken wird mit Hydrazin, Ammoniak oder Wasserstoff gearbeitet. Der Lichtbogen erhitzt die Stützmasse, die dadurch expandiert und durch eine Düse nach hinten beschleunigt wird.

## Treibstoffe in nuklearen Antrieben
Als Stützmasse in einem Nuklearantrieb wird flüssiger Wasserstoff oder Ammoniak verwendet, welche mit Hilfe eines Reaktors auf ca. 3000 °C aufgeheizt wird (Projekt NERVA).
Das Orion-Projekt sah den Einsatz kleiner Atombomben als Antrieb vor.

### Fusionsantrieb
Es gibt mehrere Ansätze, einen Fusionsantrieb zu realisieren. Einer davon benutzt Laserpulse, um eine geringe Menge 3He auf die für eine Fusion nötige Temperatur zu bringen. Die hochenergetischen Reaktionsprodukte verlassen durch eine magnetische Düse den Antrieb. Zündet man viele solcher Reaktionen in Folge, würde ein quasi kontinuierlicher Rückstoß entstehen.

### Antimaterieantrieb
Die Energie für einen derzeit hypothetischen Antimaterieantrieb würde durch Paarvernichtung von Materie und Antimaterie geliefert werden. Bei diesem Prozess wird die gesamte Ruheenergie der Teilchen vollständig in hochenergetische Gammaquanten umgesetzt, die erst durch Absorption in kinetische Energie umgesetzt werden müssten, um andere Materie zu beschleunigen und gerichtet auszustoßen.
Das größte Problem aus der heutigen Sicht stellt die Erzeugung und Lagerung von Antimaterie dar. Da die Produktion soviel Energie verbraucht, wie die Reaktion später liefert, scheidet eine Produktion an Bord des Raumschiffs aus. Die Antimaterie müsste mitgeführt werden. Die Lagerung dieser muss 100-prozentig zuverlässig sein, da sonst das Raumschiff zerstört würde.
Mit dem jetzigen Stand der Technik ist ein Antimaterieantrieb nicht möglich, da man keine Möglichkeit kennt, größere Mengen an Antimaterie zu erzeugen. Mit dem Materie-Antimaterie-Triebwerk könnte man fast Lichtgeschwindigkeit erreichen. Für einen Flug zum Mars hin und zurück wären nur etwa 0,1 Gramm Antiprotonen nötig, doch selbst die Herstellung dieser geringen Menge Antiprotonen ist derzeit utopisch.